# Langley, Virginia

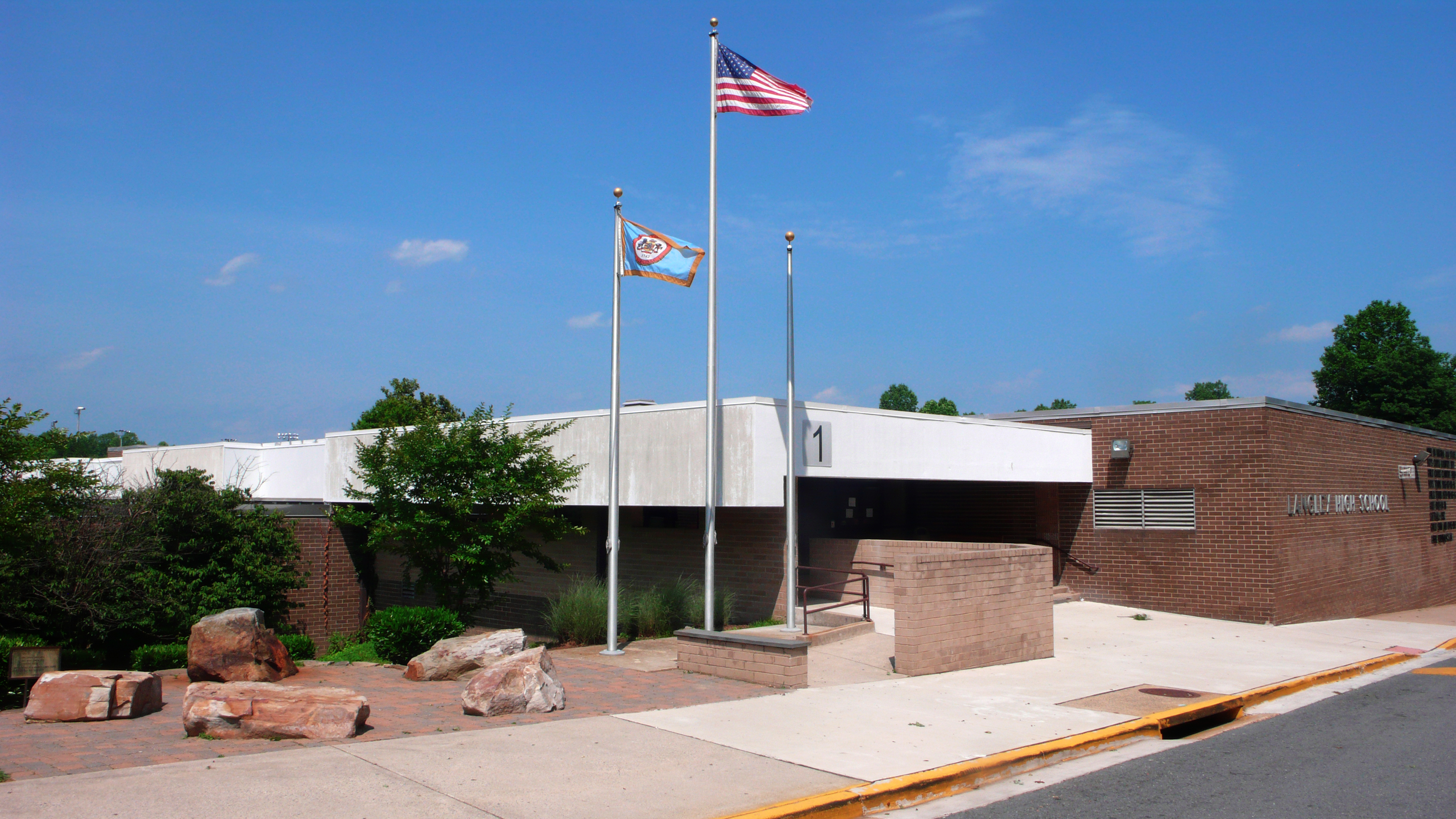
Langley High School år 2008.

Langley är en ort (Unincorporated area) i Fairfax County i delstaten Virginia, USA. Langley används ofta som en metonym för Central Intelligence Agency (CIA) eftersom deras huvudkontor ligger där.